# Флувоксамин
Флувоксами́н (Fluvoxamine) — современный (зарегистрирован FDA США 5 декабря 1994 г.) антидепрессант из группы СИОЗС (селективный ингибитор обратного захвата серотонина). По фармакологическим свойствам близок к флуоксетину (прозаку) с тем отличием, что его эффект наступает несколько быстрее. Также оказывает анксиолитическое (противотревожное) действие.

## Фармакологическое действие (фармакодинамика) и показания
Сильно и специфически замедляет обратный захват нейронами серотонина, тем самым повышая его концентрацию в синапсе и усиливая его действие; при этом  мало влияя на обратный захват дофамина и норадреналина. 
По антидепрессивному действию, показаниям к применению сходен с имипрамином, амитриптилином, но лучше переносится, так как обладает существенно меньшей антихолинергической активностью.
Применяется при депрессиях различной этиологии и при ОКР.

## Побочные эффекты
Тошнота, рвота, запор, анорексия, сухость во рту, сонливость, чувство тревоги и беспокойства, нарушения зрения, тремор, головная боль, алгии, сексуальные расстройства (в том числе снижение потенции), судороги, гипоманиакальные и маниакальные состояния, диспепсия, тахикардия, артралгия, аллергические реакции, серотониновый синдром (в высоких дозах), гепатотоксическое действие.

## Противопоказания
Маниакальные состояния; повышенная чувствительность к препарату; сопутствующее лечение ингибиторами МАО; детский возраст; тяжёлые нарушения функции печени и почек; сахарный диабет; эпилепсия в анамнезе; беременность и кормление грудью, отравления алкоголем, психотропными препаратами и другими лекарственными средствами.

## Возможное перепрофилирование на лечениеCOVID-19
Исследование, опубликованное в октябре 2021 в журнале Lancet, показало сокращение вероятности госпитализации при ковиде на 30 % в группе людей, принимавших флувоксамин (741 человек получал курс флувоксамина, 756 — плацебо).
Известно, что флувоксамин снижает воспаление, прочно связываясь с триггером выработки цитокинов рецептором сигма-1, что подавляет реакцию на стресс фермента IRE1 и, таким образом, предотвращает активацию выработки цитокинов, молекул, высвобождаемых определенными клетками в ответ на инфекцию.

## Меры предосторожности и взаимодействия
С осторожностью назначать препарат беременным и лицам, работа которых требует быстрой психической реакции. Пациентам, принимающим флувоксамин, ни в коем случае не следует употреблять алкоголь. При сочетании флувоксамина с антитромботическими средствами или с антагонистами витамина K необходимо контролировать протромбиновое время и, если потребуется, корректировать дозу антитромботических средств или антагонистов витамина K:633.
Одновременное применение тизанидина с флувоксамином противопоказано.

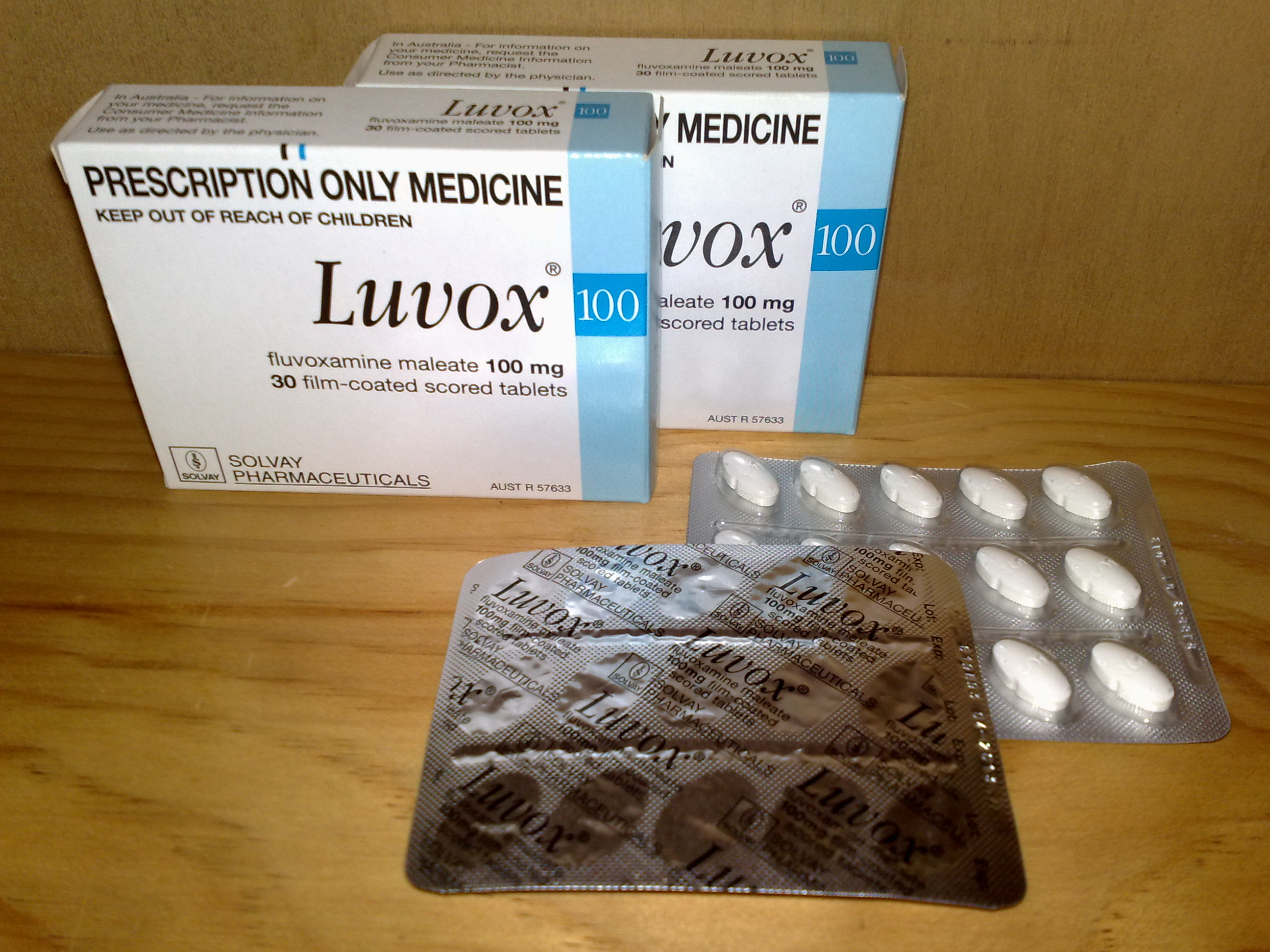
Упаковка таблеток флувоксамина дозировкой 100 мг.

При применении  флувоксамина с тизанидином отмечается соответственно 33-кратное и 10-кратное увеличению AUC тизанидина. Результатом одновременного применения может оказаться значимая и длительная гипотензия сопровождающаяся сонливостью, головокружением, снижением скорости психомоторных реакций (в отдельных случаях вплоть до циркуляторного коллапса и потери сознания).
Флувоксамин не следует принимать одновременно с ингибиторами МАО, лечение препаратами этой группы необходимо прекратить за 2 недели до начала приёма флувоксамина во избежание риска серотонинового синдрома. Между отменой флувоксамина и назначением ингибиторов МАО следует выдерживать интервал в одну неделю. Следует избегать назначения препаратов группы СИОЗС также совместно с другими серотонинергическими препаратами. Кроме того, серотониновый синдром может возникать при сочетании антидепрессантов группы СИОЗС с буспироном, леводопой, растительными антидепрессивными препаратами, содержащими зверобой, с 5-гидрокситриптофаном, S-аденозилметионином (SAM, гептралом) и триптофаном, декстрометорфаном, трамадолом и другими опиоидными анальгетиками, карбамазепином, препаратами лития, метоклопрамидом и некоторыми другими препаратами.
Препарат замедляет метаболизм галоперидола и других нейролептиков группы производных бутирофенона, повышая их концентрацию в крови в 2 раза (одновременно увеличивается концентрация флувоксамина в 2—10 раз), в результате чего она может достигать токсического уровня. При сочетании флувоксамина с атипичными нейролептиками оланзапином или клозапином тоже происходит замедление метаболизма этого нейролептика и увеличение его концентрации в крови (при сочетании с клозапином — в несколько раз).
Флувоксамин замедляет также метаболизм некоторых трициклических антидепрессантов с возможным повышением их концентрации в крови и развитием интоксикации; к аналогичным эффектам приводит совместное применение флувоксамина с бета-адреноблокаторами, теофиллином, кофеином, алпразоламом, карбамазепином, фенитоином, варфарином. Повышает концентрацию в крови иммунодепрессантов, некоторых бензодиазепинов, пропранолола. Не рекомендуется сочетать флувоксамин с амитриптилином, кломипрамином, имипрамином, дезипрамином, карбамазепином, теофиллином. Препарат потенцирует действие алкоголя, барбитуратов. Усиливает побочные эффекты сердечных гликозидов, триптофана:633. В сочетании с варфарином может приводить к усилению кровотечений. В сочетании с бензодиазепинами флувоксамин может усиливать выраженность психомоторных нарушений. Флувоксамин опасно сочетать с препаратами лития, так как при этом усиливается эффект нейротоксичности, усиливаются побочные действия препаратов лития:633.